# ULEB Eurocup 2012-13
La ULEB Eurocup 2012-13 és l'onzena edició de la ULEB EuroCup, la segona competició europea de clubs de bàsquet a Europa. L'organització de l'esdeveniment va a càrrec de la Unió de Lligues Europees de Basquetbol.
En la final, l'equip rus PBC Lokomotiv-Kuban es va proclamar campió en guanyar el Bilbao Basket.

## Fase de grups
La fase de grups començà el 6 de novembre de 2012.

### Grup A
| Equip                  | PJ | PG | PP | PF  | PC  | DP  |
| ---------------------- | -- | -- | -- | --- | --- | --- |
| BC Budivelnik Kiev     | 6  | 4  | 2  | 469 | 411 | +28 |
| CEZ Basketball Nymburk | 6  | 3  | 3  | 469 | 451 | +18 |
| Hapoel Jerusalem BC    | 6  | 3  | 3  | 473 | 475 | -2  |
| BC Prienai             | 6  | 2  | 4  | 444 | 488 | -44 |

### Grup B
| Equip                  | PJ | PG | PP | PF  | PC  | DP  |
| ---------------------- | -- | -- | -- | --- | --- | --- |
| Bilbao Basket          | 6  | 6  | 0  | 490 | 421 | +69 |
| KK Buducnost VOLI      | 6  | 4  | 2  | 418 | 388 | -30 |
| Lukoil Academic Sofia  | 6  | 2  | 4  | 423 | 452 | -29 |
| Belgacom Spirou Basket | 6  | 0  | 6  | 397 | 467 | -70 |

### Grup C
| Equip                 | PJ | PG | PP | PF  | PC  | DP  |
| --------------------- | -- | -- | -- | --- | --- | --- |
| BC Triumph Lyubertsy  | 6  | 6  | 0  | 505 | 473 | +32 |
| VEF Riga              | 6  | 3  | 3  | 475 | 473 | +2  |
| Le Mans Sarthe Basket | 6  | 2  | 4  | 454 | 429 | +25 |
| Artland Dragons       | 6  | 1  | 5  | 444 | 503 | -59 |

### Grup D
| Equip                     | PJ | PG | PP | PF  | PC  | DP  |
| ------------------------- | -- | -- | -- | --- | --- | --- |
| València Basket           | 6  | 5  | 1  | 520 | 439 | +81 |
| Banvit BK Bandirma        | 6  | 4  | 2  | 487 | 447 | +37 |
| s.Oliver Baskets Wurzburg | 6  | 3  | 3  | 460 | 509 | -49 |
| Azovmaix Mariúpol         | 6  | 0  | 6  | 455 | 524 | -69 |

### Grup E
| Equip                    | PJ | PG | PP | PF  | PC  | DP  |
| ------------------------ | -- | -- | -- | --- | --- | --- |
| PBC Lokomotiv-Kuban      | 6  | 4  | 2  | 471 | 437 | +34 |
| Galatasaray Medical Park | 6  | 4  | 2  | 492 | 446 | +46 |
| BC Donetsk               | 6  | 3  | 3  | 461 | 459 | +2  |
| Trefl Sopot              | 6  | 1  | 5  | 460 | 542 | -82 |

### Grup F
| Equip                | PJ | PG | PP | PF  | PC  | DP  |
| -------------------- | -- | -- | -- | --- | --- | --- |
| Unics Kazan          | 6  | 5  | 1  | 481 | 442 | +39 |
| Stelmet Zielona Gora | 6  | 3  | 3  | 477 | 446 | +31 |
| Telenet Oostende     | 6  | 2  | 4  | 464 | 482 | -18 |
| Panionios BC Athens  | 6  | 2  | 4  | 466 | 518 | -52 |

### Grup G
| Equip                   | PJ | PG | PP | PF  | PC  | DP  |
| ----------------------- | -- | -- | -- | --- | --- | --- |
| Spartak Sant Petersburg | 6  | 6  | 0  | 468 | 389 | +79 |
| Ratiopharm Ulm          | 6  | 3  | 3  | 476 | 457 | +19 |
| Cholet Basket           | 6  | 3  | 3  | 444 | 456 | -12 |
| KK Cibona Zagreb        | 6  | 0  | 6  | 414 | 500 | -86 |

### Grup H
| Equip                            | PJ | PG | PP | PF  | PC  | DP  |
| -------------------------------- | -- | -- | -- | --- | --- | --- |
| Crvena Zvezda Diva Belgrade      | 6  | 5  | 1  | 556 | 515 | +41 |
| Cajasol Sevilla                  | 6  | 3  | 3  | 483 | 471 | +12 |
| Orleans Loiret Basket            | 6  | 2  | 4  | 465 | 478 | -13 |
| Dinamo Banco di Sardegna Sassari | 6  | 2  | 4  | 516 | 556 | -40 |

## Top 16
El Top 16 començà el 9 de gener de 2013 i acabà el 20 de febrer de 2013.

### Grup I
| Equip                | PJ | PG | PP | PF  | PC  | DP  |
| -------------------- | -- | -- | -- | --- | --- | --- |
| BC Budivelnik Kiev   | 6  | 4  | 2  | 486 | 478 | +8  |
| KK Buducnost VOLI    | 6  | 3  | 3  | 456 | 436 | +20 |
| Banvit BK Bandirma   | 6  | 3  | 3  | 477 | 479 | -2  |
| BC Triumph Lyubertsy | 6  | 2  | 4  | 478 | 504 | -26 |

### Grup J
| Equip                  | PJ | PG | PP | PF  | PC  | DP  |
| ---------------------- | -- | -- | -- | --- | --- | --- |
| Bilbao Basket          | 6  | 4  | 2  | 470 | 454 | +16 |
| València Bàsquet       | 6  | 4  | 2  | 511 | 62  | +49 |
| VEF Riga               | 6  | 3  | 3  | 508 | 480 | +28 |
| CEZ Basketball Nymburk | 6  | 1  | 5  | 425 | 518 | -93 |

### Grup K
| Equip                   | PJ | PG | PP | PF  | PC  | DP  |
| ----------------------- | -- | -- | -- | --- | --- | --- |
| PBC Lokomotiv-Kuban     | 6  | 5  | 1  | 515 | 475 | +40 |
| Spartak Sant Petersburg | 6  | 3  | 3  | 456 | 411 | +45 |
| Stelmet Zielona Gora    | 6  | 3  | 3  | 465 | 502 | +37 |
| Cajasol Sevilla         | 6  | 1  | 5  | 427 | 475 | -48 |

### Grup L
| Equip                    | PJ | PG | PP | PF  | PC  | DP  |
| ------------------------ | -- | -- | -- | --- | --- | --- |
| Unics Kazan              | 6  | 4  | 2  | 461 | 433 | +10 |
| Ratiopharm Ulm           | 6  | 3  | 3  | 516 | 496 | +20 |
| Galatasaray Medical Park | 6  | 3  | 3  | 459 | 459 | 0   |
| KK Crvena Zvedza         | 6  | 2  | 4  | 476 | 514 | -38 |

## Quarts de final
Els quarts de final es disputen els dies 5 i 6 de març (partits d'anada) i 12 i 13 de març (partits de tornada) de 2013.
| Eliminatòria A          | Resultat anada | Resultat tornada | Resultat global |
| BC Budivelnik Kiev      | 83             | 73               | 156             |
| Spartak Sant Petersburg | 72             | 56               | 128             |

| Eliminatòria B     | Resultat anada | Resultat tornada | Resultat global |
| Uxue Bilbao Basket | 81             | 101              | 182             |
| Ratiopharm Ulm     | 85             | 78               | 163             |

| Eliminatòria C      | Resultat anada | Resultat tornada | Resultat global |
| KK Buducnost VOLI   | 54             | 65               | 119             |
| PBC Lokomotiv-Kuban | 72             | 90               | 162             |

| Eliminatòria D  | Resultat anada | Resultat tornada | Resultat global |
| València Basket | 80             | 68               | 148             |
| Unics Kazan     | 70             | 71               | 141             |

## Semifinals
Les semifinals es van disputar els dies 20 de març de 2013 (partits d'anada) i 26 i 27 de març de 2013 (partits de tornada).
| Semifinal A        | Resultat anada | Resultat tornada | Resultat global |
| BC Budivelnik Kiev | 83             | 53               | 136             |
| Uxue Bilbao Basket | 93             | 73               | 166             |

| Semifinal B         | Resultat anada | Resultat tornada | Resultat global |
| València Basket     | 87             | 68               | 155             |
| PBC Lokomotiv-Kuban | 97             | 63               | 160             |

## Final
La final es va disputar el 13 d'abril de 2013.
| Final               | Resultat |
| Uxue Bilbao Basket  | 64       |
| PBC Lokomotiv-Kuban | 75       |